# Духовно-просветительский комплекс российских традиционных религий в Отрадном
55°51′22″ с. ш. 37°35′31″ в. д.

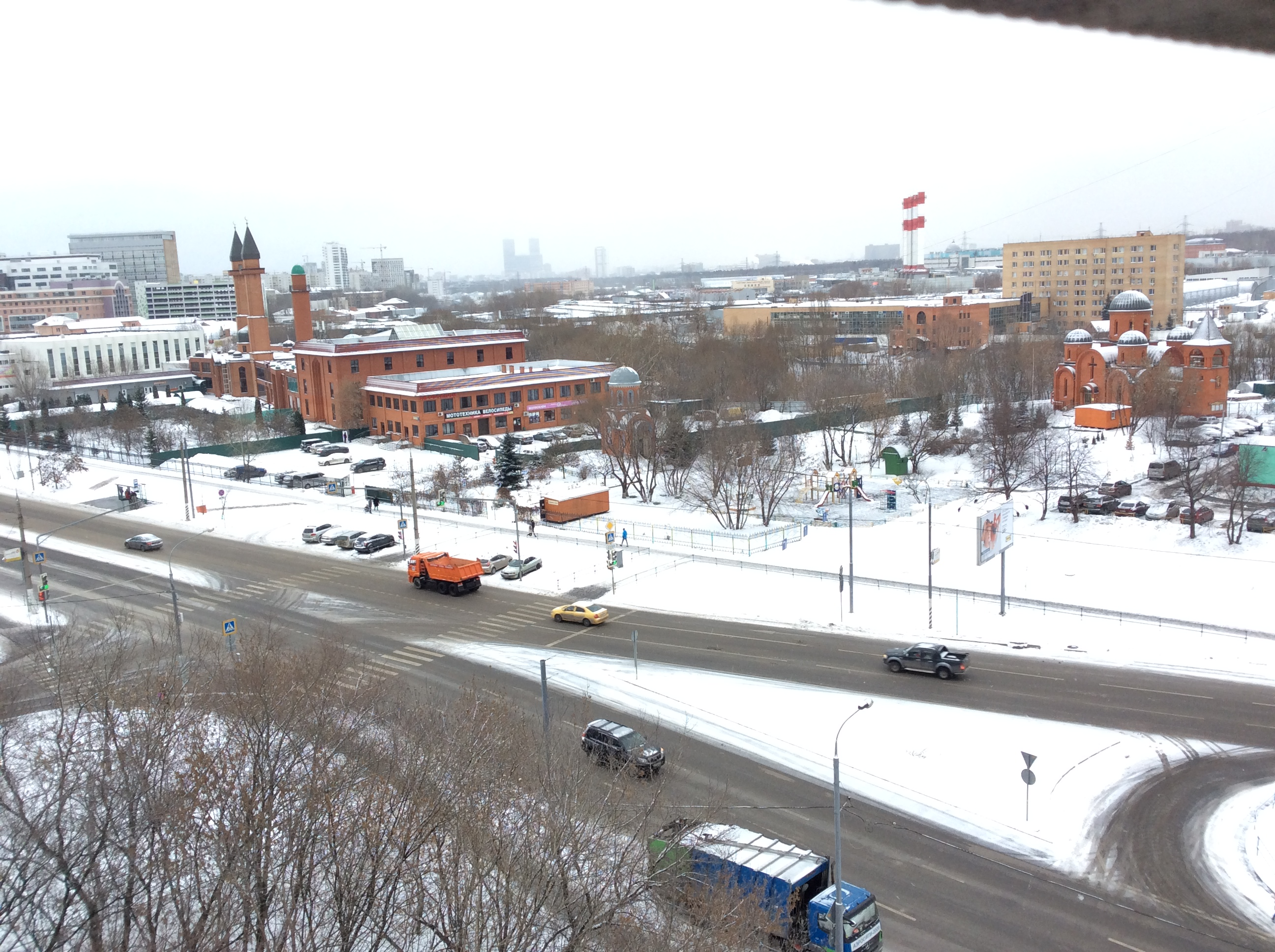
Расположенные рядом две мусульманские мечети с минаретами, православный храм с часовней и синагога

Духо́вно-просвети́тельский ко́мплекс росси́йских традицио́нных рели́гий в Отра́дном (также: Малый Иерусалим в Москве, также: Новый Иерусалим в районе Отрадное города Москвы, также до начала строительства буддийского храма имел название Комплекс трёх традиционных религий в Москве) — комплекс, объединяющий четыре традиционные российские религии (православие, ислам, иудаизм и буддизм). 

## Расположение комплекса
Расположен в районе Отрадное города Москвы, на площади около четверти квадратного километра. Строения комплекса находятся на обеих берегах реки Лихоборки, соединённых мостовым переходом, вокруг парка «Отрада». Ближайшие станции метро: Отрадное и Владыкино, рядом с улицей Хачатуряна. Остановка автобусов: «Новый Иерусалим».

## История создания
Исламские мечети, православный храм с часовней и иудейская синагога были построены предпринимателем-меценатом мусульманином Рашидом Баязитовым. По окончании строительства, синагога была передана в дар еврейской общине Даркей Шалом. Православный храм был заложен 8 сентября 1997 года.
Инициатором строительства буддийского храма стала Московская община буддистов. Правительством Москвы был выделен участок, на котором в 2002 году была проведена закладка «Первого камня». После этого оформлялась строительная документация и собирались средства на строительство. Проект строительства первого буддийского храмового комплекса был поддержан Правительством г. Москвы, депутатом Государственной Думы, Заместителем Председателя Попечительского совета по строительству Буддийского храма Кобзоном Иосифом Давыдовичем и Администрацией Президента Российской Федерации. Тем временем, была построена «Пагода рая» с молитвенным барабаном, а 19 февраля 2015 года состоялась церемония её открытия. Дата начала строительства буддийского храма со ступой Просветления — 15 мая 2015 года.

## Строения комплекса
(на левом берегу реки Лихоборки):
- православный храм Святителя Николая, архиепископа Мир Ликийских, чудотворца;
- православная часовня Великомученика и целителя Пантелеймона ;
- исламская татарская суннитская мечеть «Ярдям» (с тат. — «Помощь») Религиозного объединения мусульман;
- исламская азербайджанская шиитская мечеть «Инам» (с азерб. — «Вера»);

(на правом берегу реки Лихоборки):
- здание иудейской синагоги Московской еврейской религиозной общины в Отрадном «Даркей Шалом» (рус. пути мира и согласия) с большим ханукальным светильником возле него;
- строящийся Московской общиной буддистов буддийский храмовый комплекс «Тубден Шедублинг» (рус. Центр изучения и практики Учения Будды[3]), в составе которого:
  1. Ступа Просветления со статуей Будды (открыта для посещения с 2017 года)[4]
  2. буддийская Пагода рая с молитвенным барабаном (Кюрде)
  3. строящийся малый буддийский храм;
  4. трёхэтажный буддийский храм (спроектирован).